# Кліт
Кліт (лат. Clytus Laicharting, 1784) — рід жуків з родини вусачів. В Українських Карпатах поширені три види:
1. Кліт рудоногий (Clytus arietis Linnaeus, 1758);
2. Кліт лама (Clytus lama Mulsant, 1847);
3. Кліт крушиновий (Clytus ramni Germar, 1817).